# Diplectrona aurovittata
Diplectrona aurovittata är en nattsländeart som först beskrevs av Georg Ulmer 1906.  Diplectrona aurovittata ingår i släktet Diplectrona och familjen ryssjenattsländor. Inga underarter finns listade i Catalogue of Life.